# Со Бонсу
Со Бонсу (кор. 서봉수?, 徐奉洙?, род. 1 февраля 1953 года) — корейский го-профессионал 9 дана.

## Биография
Со Бонсу получил первый профессиональный дан по го в 1970 году. В 1986-м он получил высший разряд — 9 дан и стал четвёртым корейцем, достигшим этого уровня. В 80-х годах Со Бонсу считался основным соперником Чо Хунхёна, являвшегося в те времена сильнейшим в го. Они сыграли друг против друга более 350 партий в официальных матчах (число является рекордным за всю историю спортивного го). В 80-х и 90-х годах XX века Вместе с Чо Хунхёном, Ли Чхан Хо и Ю Чханхёком входил в так называемую «банду 4х» — четвёрку сильнейших корейского го. В 1997 во время шестого розыгрыша SBS Cup в матчах на вылет он обыграл всех игроков китайской команды и оставшихся игроков японской команды.

## Титулы
Со Бонсу занимает 8 место по количеству выигранных им титулов го в Корее.
| Титул                | Год                         |
| -------------------- | --------------------------- |
| Существующие         | 5                           |
| Ванви                | 1975, 1980                  |
| Куксу                | 1986, 1987                  |
| KBS Baduk Wang       | 1983                        |
| Ранее существовавшие | 16                          |
| Кубок LG Refined Oil | 1999                        |
| Кубок Tong Yang      | 1991                        |
| Чхэкови              | 1980                        |
| Gukgi                | 1980, 1988, 1992            |
| Киван                | 1983, 1988                  |
| Мёнин                | 1971-1974, 1976, 1978, 1983 |
| Международные        | 1                           |
| Кубок Инга           | 1992                        |